# Gruta da Caridade
A Gruta da Caridade está localizada na Serra da Cruz, no município de Caicó, na região serrana fronteiriça com os municípios de Cruzeta, Florânia e Jucurutu.
Trata-se de uma das mais importantes cavernas em mármore do Nordeste brasileiro.
Apresenta hidrografia bastante ativa, mesmo nos períodos de forte estiagem. Em sua entrada, há muitas inscrições itacoatiaras feitas pelas comunidades pré-cabralinas, grupos humanos de tapuias que já habitavam a região há pelo menos 5 mil anos.

## Descrição
A Caridade é, basicamente uma caverna formada por um pequeno rio. O vão interno é bastante sinuoso com poucas passagens laterais, algo como um imenso corredor. Após seu mapeamento ela foi sub-dividida em Salão dos Sapos, Conduto das Aranhas, Laguinho do Sifão, Salão da Névoa, Conduto do Quebra-Osso, Aperto do Conduto, Passagem da Cachoeira, Escorrego da Aranha, O Orgão e Último Tanque.

## Inscrições rupestres
Na entrada da gruta é possível observar paíneis com inscrições rupestres, sendo mais evidente a "Tradição Itaquatiara", são gravuras feitas em rocha ou petroglifos, possuindo como principal característica o fato de serem encontradas nos afloramentos rochosos próximos a locais que concentram água. Apresentam, comumente, na forma de grafismo puro, desprovido de qualquer (aparente) significação, gerando dificuldades na fixação de cronologias, bem como associações a algum grupo humano específico.
No Rio Grande do Norte, porém, a Caridade é a única conhecida que apresenta painel rupestre da Tradição Itaquatiara na entrada e no entorno, destacando-se a relevante quantidade de desenhos existentes.